# Anema notarisii
Anema notarisii är en lavart som först beskrevs av A. Massal., och fick sitt nu gällande namn av Forssell. Anema notarisii ingår i släktet Anema och familjen Lichinaceae.   Inga underarter finns listade i Catalogue of Life.